# ليان بنجامين
ليان بنجامين (بالإنجليزية: Leanne Benjamin)‏ هي راقصة باليه أسترالية، ولدت في 1964 في روكامبتون في أستراليا.